# Четверта битва при Ізонцо
Четверта битва при Ізонцо (10 листопада 1915 — 2 грудня 1915) — невдала спроба італійських військ прорвати австро-угорський фронт біля річки Ізонцо під час Першої світової війни.

## Театр бойових дій
Вирішальні зіткнення відбулись у районі міста Гориця та на плато Красу, хоча наступ вівся по всьому фронті річки Ізонцо, довжиною 90 км.

## Мета італійського командування
Восени 1915 р., коли французький наступ у Шампані зазнав невдачі, російські армії було відкинено на 400 км на схід від Варшави, а сербські війська було погромлено німцями та болгарами, італійське командування вирішило завдати удару по австро-угорцях. Планувалося прорвати австрійську позиційну оборону та захопити важливі стратегічні пункти Подгору, Ославію, Монте Сеї-Бусі та Монте Сан-Мікеле. Головна мета — захоплення міста Гориця, тому головні сили італійської Ізонцської групи армій було спрямовано на цей пункт.
Австрійське командування з урахуванням того, що значна частина військ знаходилася на Східному фронті, продовжувало дотримувалося стратегії оборони. Особливо важливим був вважався район річки Ізонцо, де було облаштовано укріплені рубежі в районі Тольміно та Гориці.

## Хронологія битви

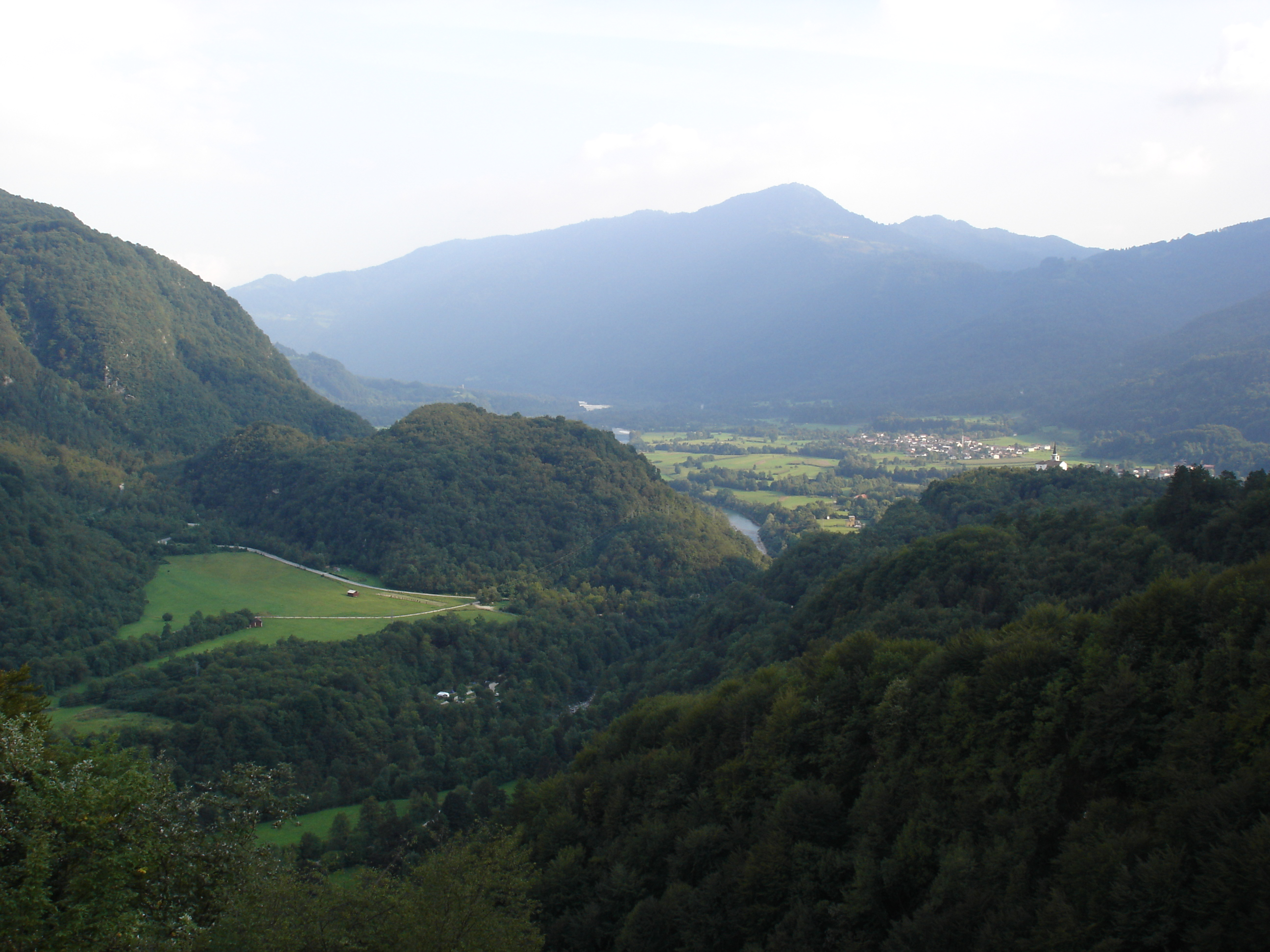
Краєвид річки Ізонцо

- I фаза (10—13 листопада) — італійські атаки по всьому фронту від р. Пьява до Адріатичного моря
- II фаза (14—15 листопада) — боротьба за плато Доберто на півночі
- III фаза (18—22 листопада) — спроба прориву австрійського фронту та наступ на місто Гориця
- IV фаза (24 листопада — 2 грудня) — продовження італійських атак по всьому фронту.

Усі італійські атаки було відбито і після настання холодів начальник штабу Верховного командування генерал-лейтенант Луїджі Кадорна зупиняє наступ.

## Сили сторін
Італійська армія
Ізонцька група армій:

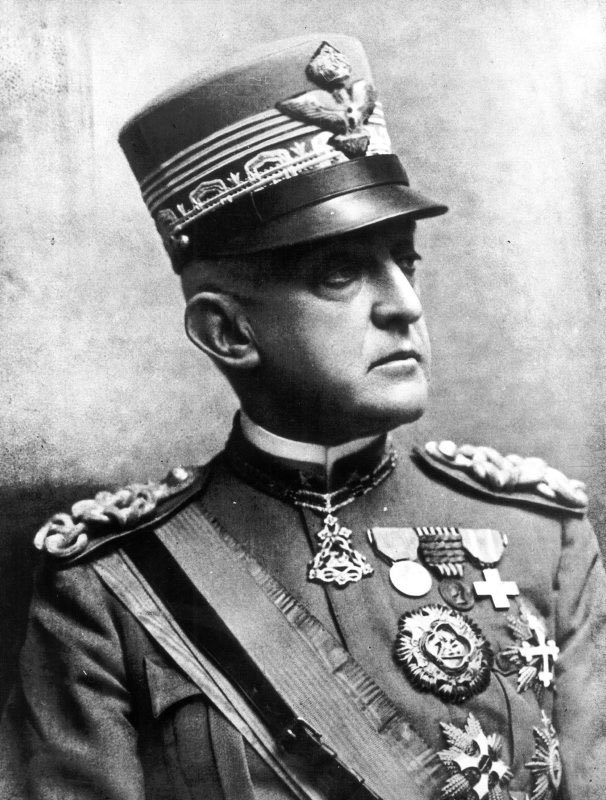
генерал герцог
д'Аоста

- 2 армія (генерал П'єтро Фругоні), дислокувалась в районі Монте Крн
- 3 армія(генерал Емануелє-Філіберто, герцог д'Аоста), дислокувалась в районі Гориці.

Загальний склад
- 370 батальйонів (піхотні формації, альпійські стрільці, берсальєри, сапери)
- Артилерія — 1374 гармати

Австро-угорська армія

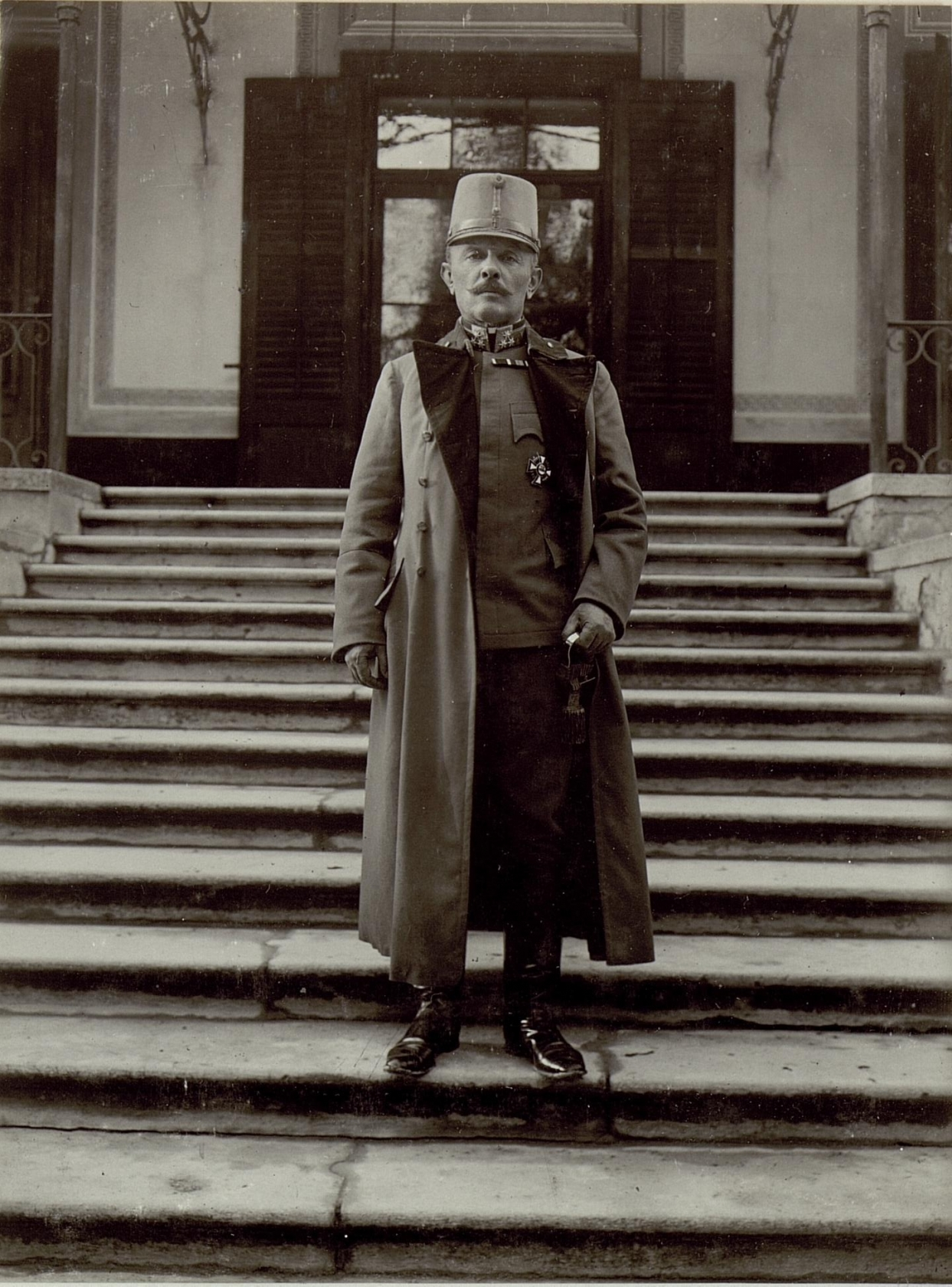
Командувач 5-ю армією ген. С. Бороєвич

Південно-Західний фронт (генерал-полковник ерцгерцог Євгеній Австрійський)
- 5-та армія (генерал-полковник Світозар Бороєвич)

Загальний склад
- 155 батальйонів (піхотні формації, сапери, єгері, ландвер, угорський гонвед, боснійські частини)
- Артилерія — 626 гармат

## Хід битви

### Бої 10—13 листопада

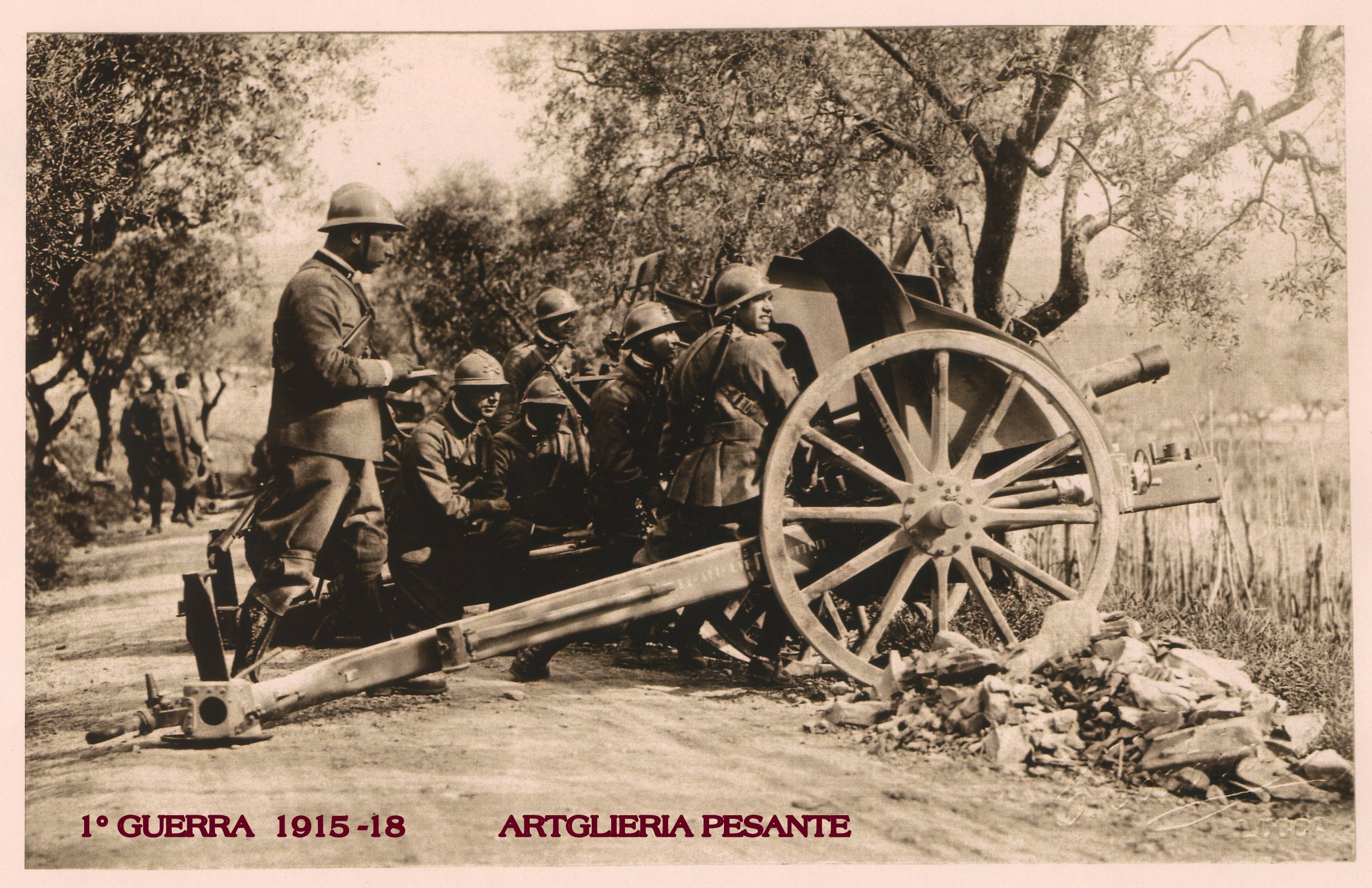
Італійська артилерія на позиціях

Бої починаються з масованої артилерійської підготовки італійців. Після чого вони починають атаки у районах Монте Санто, Монте Сан-Габріелє та селища Загора. Хоча 10 листопада італійцям вдалося зайняти частину Загори, але вже 11 листопада їх було витіснено звідти. Подальші італійські атаки не мали результатів. Так само безрезультатно завершився наступ на селище Ославія та Монте Сабатіно.

### Бої 14—15 листопада
14 листопада під прикриттям артилерії італійці повели наступ на Монте Сан-Мікелє, захопивши ворожі траншеї. Але внаслідок австрійської контратаки їх було вибито з захоплених позицій. 15 листопада спроба охоплення австрійських позицій також зазнала цілковитої невдачі.

### Бої 18—22 листопада
18 листопада 1915 р. італійці обстріляли Горицю з важких гармат, перед цим скинувши з літака листівки, де мешканцям пропонувалося залишити місто. 2-а італійська армія, почавши наступ на Горицю, змогла захопити холмисту територію навколо Ославії та Сан-Флоріано-дель-Коліо з видом на Ізонцо та місто Гориця. 3-а італійська армія, охопивши решту фронту до моря, розпочала серію кривавих атак, які не мали жодного результату. Наприклад, гора Сей-Бусі, п'ять разів була атакованою італійськими військами, але безрезультатно.

### Бої 24 листопада— 2 грудня

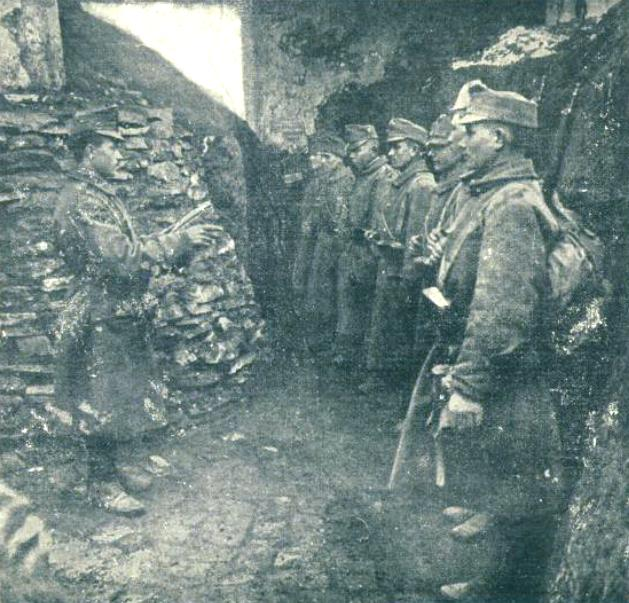
Австрійські солдати у траншеях

Інтенсивність бойових дій посилилась на кінець листопада, коли плацдарм Толміна (італійською: Толміно) зазнав потужних обстрілів з обох боків, також були неодноразові спроби італійців утвердитись на вершинах Монте Сан-Мікеле та Монте Сан-Мартіно, втім, безрезультатно. Вже на початку грудня бойові дії звелись до малих сутичок, на відміну від масованих фронтальних наступів, що були характерними для початку битви. Єдиним італійським успіхом було захоплення частини селища Ославія.

## Припинення військових операцій
Неоголошене перемир'я настало разом з першим великими холодами у горах Красу, через перешкоди з постачанням військові дії було призупинено. Проблеми з постачанням з обох боків були пов'язані з ідеєю про 1915 рік як рік бліцкригу, тому підготовки до тривалої позиційної війни проведено не було. Бойові дії відновились у березні 1915 р. (П'ята битва при Ізонцо).

## Українці у четвертій битві при Ізонцо
Починаючи з 24 листопада у битві брав участь 85-й Мараморосько-Угочанський піхотний полк австрійського війська, третину якого складали українці з Закарпаття. Під час боїв 3-й окремий батальйон полку вів важкі бої з італійцями на горі Мерзлий Верх (Юлійські Альпи). Також у цих боях брав участь окремий батальйон 66-го Унгварського піхотного полку, до якого теж мобілізовувались українці).

## Підсумки битви
Італійцям не вдалося досягнути перемоги. Австро-угорське військо продовжувало утримувати усі важливі стратегічні пункти — Роверето, Трієнт, Тоблах, Тарвіз, Горицю та Трієст). Місто Гориця було перетворено на руїну.
Причини невдач італійського наступу були наступними :
- Італійське військо поступалось австрійському у матеріально-технічному забезпеченні;
- Слабка оперативно-тактична підготовка офіцерського складу;;
- Відсутність розробленої теорії та методів бойових дій в умовах гірського театру військових дій
- Слабке артилерійське забезпечення наступу італійських військ та відсутність взаємодії артилерії з піхотою;
- Неузгодженість наступальних дій[2]).

Водночас австрійське командування, через значні втрати, запрохало військової допомоги у Німеччини, що на той час дотримувалась нейтралітету в італійських відносинах. Пізніше це стало причиною вступу Німеччини у війну проти Італії. Загалом, жодного впливу на хід війни ця битва не мала.